# Gabriela Dancau
Gabriela Dancau (5 de julio de 1977) es una diplomática rumana y la embajadora Extraordinaria y Plenipotenciaria de Rumania ante la República Italiana desde 2022.

## Biografía
Gabriela Dancău ha sido nombrada Embajadora de Rumanía en el Reino de España a través Decreto n. 583 del 9 de junio de 2016, firmado por el Presidente de Rumanía, Klaus Iohannis.
Diplomática de carrera durante unos 20 años, Gabriela Dancău es graduado de la Facultad de Cibernética, Estadística y Informática Económica de la Academia de Estudios Económicos en Bucarest especializada en cibernética económica.
Tiene dos títulos de máster - uno en Relaciones internacionales profundizadas del Centre d´Etudes Diplomatiques et Stratégiques de Paris y otro en Cibernética de la Facultad de Cibernética, Estadística y Informática Económica de la Academia de Estudios Económicos de Bucarest. Asimismo, es graduada del Curso post-universitario de Relaciones Internacionales de la Academia Diplomática en Bucarest y del curso de Prácticas de negociación diplomática de École Nationale d'Administration en París.
Antes del cargo de embajadora, Gabriela Dancău representó a Rumania como Cónsul General en el Consulado General de Rumania en Lyon, fue directora de la Dirección de Relaciones Consulares en el Ministerio de Asuntos Exteriores rumano, cónsul en la Embajada de Rumania en París y Coordinador del Centro de Visados en el MAE rumano. Ha sido lectora experta de cursos para especialización en el campo consular del personal diplomático y consular del Centro de Capacitación Consular del MAE rumano y para el uso del primer sistema informático de gestión de visados. Igualmente, formó parte del grupo de trabajo a nivel de expertos en el formato Justicia y Asuntos Interiores para preparar la adhesión de Rumanía a la Unión Europea.